# Temptation Island (quarta edizione)
La quarta edizione del reality show Temptation Island è andata in onda in prima serata su Canale 5 dal 28 giugno al 27 luglio 2016 per sei puntate con la conduzione di Filippo Bisciglia. Le prime tre puntate e la quinta puntata sono andate in onda di martedì, mentre la quarta e la sesta ed ultima puntata di mercoledì.
Le sei coppie in gara (una famosa e cinque non famose) hanno alloggiato con i Tentatori/Tentatrici per 21 giorni al resort Is Morus Relais a Santa Margherita di Pula, in provincia di Cagliari.
All'inizio del programma, ogni membro delle coppie ha dovuto dare o meno al rispettivo partner e ad uno dei tentatori/tentatrici un braccialetto, tramite il quale era vietato un appuntamento fuori dal villaggio tra i due, inoltre, uno dei tentatori/tentatrici potevano mettere una ghirlanda al fidanzato al quale era interessato, in più, poteva sedersi su delle sedie per poter conoscere uno dei fidanzati/fidanzate. Dal settimo giorno i braccialetti hanno perso valore e, quindi, tentatori e fidanzati (prima vincolati dal braccialetto) hanno potuto avere un appuntamento fuori dal villaggio.
Prima dell'inizio del programma, avrebbero dovuto partecipare come tentatori la modella ventottenne Yana Ivalinova, ex fidanzata di Valentino Rossi e l'ex calciatore brasiliano Regis De Silva ma hanno dovuto lasciare il programma perché sul posto si sono innamorati.
Dopo 10 giorni, nella seconda puntata andata in onda il 5 luglio 2016, la coppia formata da Mariarita Salino e Luca Lantieri si è riunita in un falò straordinario e dopo una lunga riflessione hanno deciso di tornare assieme.
La terza puntata, che inizialmente doveva andare in onda il 12 luglio 2016 ѐ stata spostata inizialmente a venerdì 15 luglio in segno di lutto per l'incidente ferroviario in Puglia e poi è saltata a martedì 19 luglio in segno di lutto per la strage di Nizza. In questa puntata, dopo 14 giorni la coppia formata da Gabriella Teodosio ed Ernesto Carnevale, si è riunita in un falò straordinario, nel quale quest'ultimo ha deciso di lasciare Gabriella.
Nella quarta puntata, al 16º giorno, i fidanzati e le fidanzate hanno potuto scegliere con chi passare il weekend fuori dal villaggio, inoltre, Roberta ha chiesto un falò di confronto col suo fidanzato Flavio in cui dopo una lunga riflessione ha deciso di tornare insieme a lui.
Al termine dei 21 giorni, delle tre coppie rimaste in gara, tutte sono tornate insieme tranne quella formata da Valeria e Roberto, dove la prima ha deciso di lasciarlo definitivamente.

## Le coppie
Le coppie che partecipano sono:
- Legenda:

     La coppia ha deciso di uscire insieme / La coppia è ancora insieme.
     La coppia ha deciso di uscire separati / La coppia si separa dopo il programma.
     La coppia è stata espulsa.
     Il fidanzato / la fidanzata richiede il falò di confronto immediato e anticipato
     La coppia partecipa al falò di confronto finale al termine dei 21 giorni.
| Coppia | Coppia             | Relazione                    | Decisione al Falò di confronto | Dopo Temptation Island | Note    |
| n°     | Partecipanti       | Relazione                    | Decisione al Falò di confronto | Dopo Temptation Island | Note    |
| ------ | ------------------ | ---------------------------- | ------------------------------ | ---------------------- | ------- |
| 1      | Valeria Vassallo   | fidanzati da 7 anni          | Separati                       | Separati               | N.D.    |
| 1      | Roberto Ranieri    | fidanzati da 7 anni          | Separati                       | Separati               | N.D.    |
| 2      | Mariarita Salino   | fidanzati da 2 anni          | Insieme                        | Insieme                | N.D.    |
| 2      | Luca Lantieri      | fidanzati da 2 anni          | Insieme                        | Insieme                | N.D.    |
| 3      | Roberta Mercurio   | fidanzati da 6 anni          | Insieme                        | Separati               | [ N 1 ] |
| 3      | Flavio Zerella     | fidanzati da 6 anni          | Insieme                        | Separati               | [ N 1 ] |
| 4      | Gabriella Teodosio | fidanzati da 3 anni e mezzo  | Separati                       | Separati               | N.D.    |
| 4      | Ernesto Carnevale  | fidanzati da 3 anni e mezzo  | Separati                       | Separati               | N.D.    |
| 5      | Georgette Polizzi  | fidanzati da 1 anno e 3 mesi | Insieme                        | Insieme                | [ N 2 ] |
| 5      | Davide Tresse      | fidanzati da 1 anno e 3 mesi | Insieme                        | Insieme                | [ N 2 ] |
| 6      | Ludovica Valli     | fidanzati da 2 mesi          | Insieme                        | Separati               | [ N 3 ] |
| 6      | Fabio Ferrara      | fidanzati da 2 mesi          | Insieme                        | Separati               | [ N 3 ] |

## Tentatrici
Le tentatrici che hanno partecipato a questa edizione sono 10:
| Tentatrici               | Professione            | Nazionalità |
| ------------------------ | ---------------------- | ----------- |
| Barbara Francesca Ovieni | Conduttrice TV         | Italia      |
| Diana Danilescu          | Modella                | Moldavia    |
| Francesca Serra          | Istruttrice di fitness | Italia      |
| Indiana                  | Fotomodella            | Italia      |
| Irene Casartelli         | Modella                | Italia      |
| Karyna Bondar            | Modella                | –           |
| Luli Hitche              | Istruttrice di fitness | Germania    |
| Marianna Palmiotto       | Visual merchandiser    | Italia      |
| Melissa Castagnoli       | Modella, showgirl      | Italia      |
| Silvia Coluccia          | Insegnante di canto    | Italia      |

## Tentatori
I tentatori che hanno partecipato a questa edizione sono 11:
| Tentatore            | Professione           | Nazionalità |
| -------------------- | --------------------- | ----------- |
| Andrea Franchini     | Modello, attore       | Italia      |
| Claudio D'Angelo     | Dirigente d'azienda   | Italia      |
| Edoardo Boscolo Nata | Fisioterapista        | Italia      |
| Francesco            | Impiegato             | Italia      |
| Francesco Marinelli  | Studente              | Italia      |
| Gabriele Pompei      | Calciatore            | Italia      |
| Leonardo Silvestri   | Imprenditore, modello | Italia      |
| Luca Onestini        | Modello               | Italia      |
| Michele Grimaldi     | Blogger               | Italia      |
| Riccardo Friso       | Istruttore di nuoto   | Italia      |
| Simone Joy           | Modello, studente     | Italia      |

## Ascolti
| Puntata | Messa in onda  | Telespettatori | Share  | Fonte |
| ------- | -------------- | -------------- | ------ | ----- |
| 1       | 28 giugno 2016 | 2 786 000      | 14,53% | [ 1 ] |
| 2       | 5 luglio 2016  | 2 648 000      | 13,55% | [ 2 ] |
| 3       | 19 luglio 2016 | 3 035 000      | 16,49% | [ 3 ] |
| 4       | 20 luglio 2016 | 3 084 000      | 17,32% | [ 4 ] |
| 5       | 26 luglio 2016 | 3 360 000      | 18,21% | [ 5 ] |
| 6       | 27 luglio 2016 | 3 395 000      | 19,04% | [ 6 ] |
| Media   | Media          | 3 051 000      | 16,02% |       |